# Новосильцева, Екатерина Владимировна (писательница)
Екатерина Владимировна Новосильцева (псевдонимы: Т. Толычева, Т. Толычёва, Т. Толычова, Т. Н.; 1820—1885) — русская писательница, мемуаристка.

## Биография
Из дворянского рода Новосильцевых. Отец, Владимир Григорьевич — участник Отечественной войны 1812 года, полковник 16-го гусарского Иркутского полка (1790—1827),  мать — Евдокия (Авдотья) Александровна (урожд. Новикова). (1795 — ок.1836).
Сестры: 
- Надежда Владимировна Новосильцева (1817–1858, Франция) была замужем за Д.П. Голохвастовым (1796–1849), писателем, историком, помощником попечителя и затем попечителем Московского учебного округа и председателем Московского цензурного комитета, двоюродным братом А.И. Герцена.
- Варвара  Владимировна Новосильцева (1826–1892). Была попечительницей Евлашевской богадельни в Москве. Похоронена на Пятницком кладбище.
- С. В. Энгельгардт.
- Мария Владимировна Новосильцева (род. 1828).

Их племянник (сын брата, Александра Владимировича Новосильцева (1822–1884) — Юрий Александрович Новосильцев, политический и общественный деятель. Ему посвящены «Семейные записки» («Посвящается восьмилетнему моему племяннику Юрию Александровичу Н.» — издание 1865 года) — труд Екатерины Владимировны о семейной истории. 
Первые годы жизни прошли в родовом имении Колычево Серпуховского уезда (отсюда псевдоним  — Толычева). После ранней смерти родителей воспитывалась родственниками и бабушкой.  
Екатерина Владимировна на протяжении ряда лет сотрудничала с такими изданиями, как «Русский вестник», «Русский архив», «Московские ведомости», «Детский отдых», «Полярная звезда» (Е. А. Салиаса). Писала статьи различного содержания, в том числе статьи о творчестве Н. А. Некрасова в «Русском Вестнике».
Толычева-Новосильцева скончалась в 1885 году. Некролог Новосильцевой был опубликован в журнале «Детский отдых».

## Творчество
Новосильцева-Толычева опубликовала целый ряд произведений исторического, художественного, автобиографического и научно-популярного содержания, некоторые из которых до революции переиздавались более 10 раз. Ее произведения  написаны простым, но, в то же время литературным языком, и зачастую ориентированы на детскую или широкую народную аудиторию.

В XIX веке Екатерина Владимировна была первой писательницей, начавшей сбор устных воспоминаний о недавних войнах — об Отечественной войне 1812 года и Крымской кампании. Записи Новосильцевой были уникальны тем, что она зафиксировала редкие в мемуаристике того времени рассказы «выходцев из простонародья». Она посещала монастыри и церкви, общалась с отставными солдатами и их женами, купцами и церковнослужителями и записывала рассказы об Отечественной и Крымской войнах. Ей удалось собрать более 30 рассказов о событиях 1812 года и 5 рассказов о Крымской войне:  
«Многие историки описывали уже события 1812 года, и многие еще будут их описывать: конечно, все исторические факты <...> в высшей степени интересны, но для дополнения этой великой эпохи любопытно взглянуть на частный быт того времени» (предисловие Екатерины Владимировна к первой публикации «Рассказов очевидцев»).
Среди книг Новосильцевой (часть произведений доступны для чтения при переходе по ссылкам)
- Рассказы очевидцев о двенадцатом годе, собранные Т. Толычевой (Е.В. Новосильцевой)
- «Смоленск и его предания о Двенадцатом годе».
- Почему сооружён в Москве Храм Христа Спасителя?
- Рассказы старушки об осаде Севастополя
- «Князь Иван Калита — Солнечный луч»
- «Святой Стефан Пермский» (1870)
- Митрополит Филипп (Колычев). Биографический очерк.
- Крест патриарха Филарета
- «Бабушкино благословение» (повесть; М., 1889)
- «Троице-Сергиевская лавра» (СПб., 1873 и М., 1887)
- Московский Кремль (2-е издание)
- «Спасо-Бородинский монастырь и его основательница» (1874)
- «Семейные Записки»
- «Село Косино»
- Рассказы и короткие произведения: «История одной иконы» (1870), «Рассказ двух болгарских монахинь» (1870), «Легенда» (1885) и др.
- «Рассказ старушки о двенадцатом годе» (В 1912 году была переиздана в 11-й раз)[2]
- «Приёмыш. Повесть из того времени, как французы брали Москву».
- «Наталья Борисовна Долгорукая и березовские ссыльные» (М., 1874)
- «Начало и крещение Руси» (М., 1876)
- «Минин и Пожарский или Избрание на царство Михаила Федоровича Романова и подвиг Ивана Сусанина»
- «Воспоминания» (М., 1865).